# Цуй Синъу
Цуй Синъу (кит. 崔兴武) — китайский офицер, в 1933 году во время обороны Жэхэ перешедший со своей бригадой на сторону Маньчжоу-го.
Цуй Синъу был офицером 55-й китайской армии из провинции Жэхэ. В феврале 1933 года, командуя 9-й кавалерийской бригадой во время военных действий неподалёку от Кайлу, Цуй и его солдаты перешли на сторону Квантунской армии. В апреле того же года бригада в составе марионеточных маньчжурских войск была переведена в провинцию Чахар (Внутренняя Монголия). Её силы захватили несколько населённых пунктов, но в итоге потерпели поражение и, деморализованные, были изгнаны из состава маньчжурских войск.